# Axel Thordsen

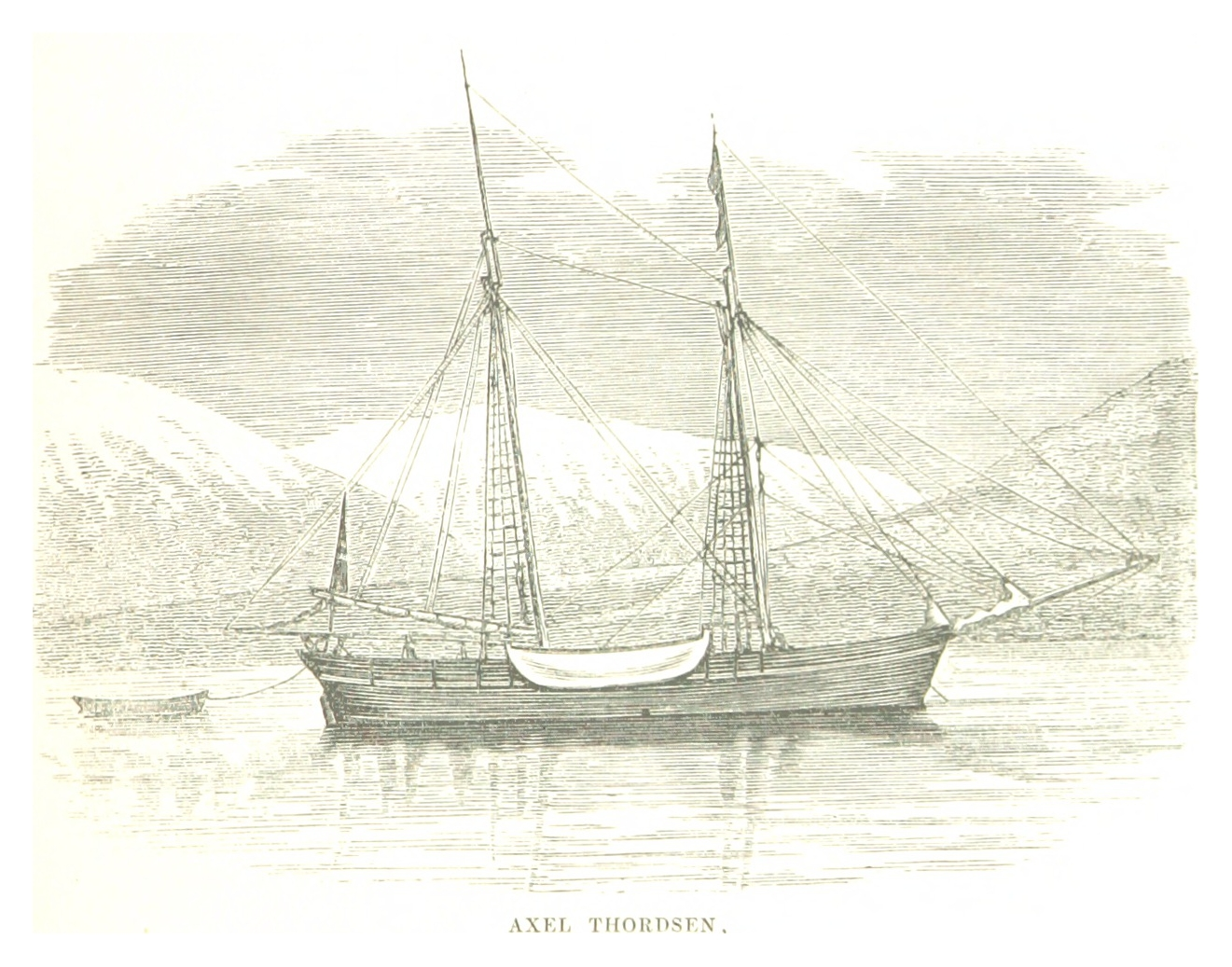
Axel Thordsen 1864

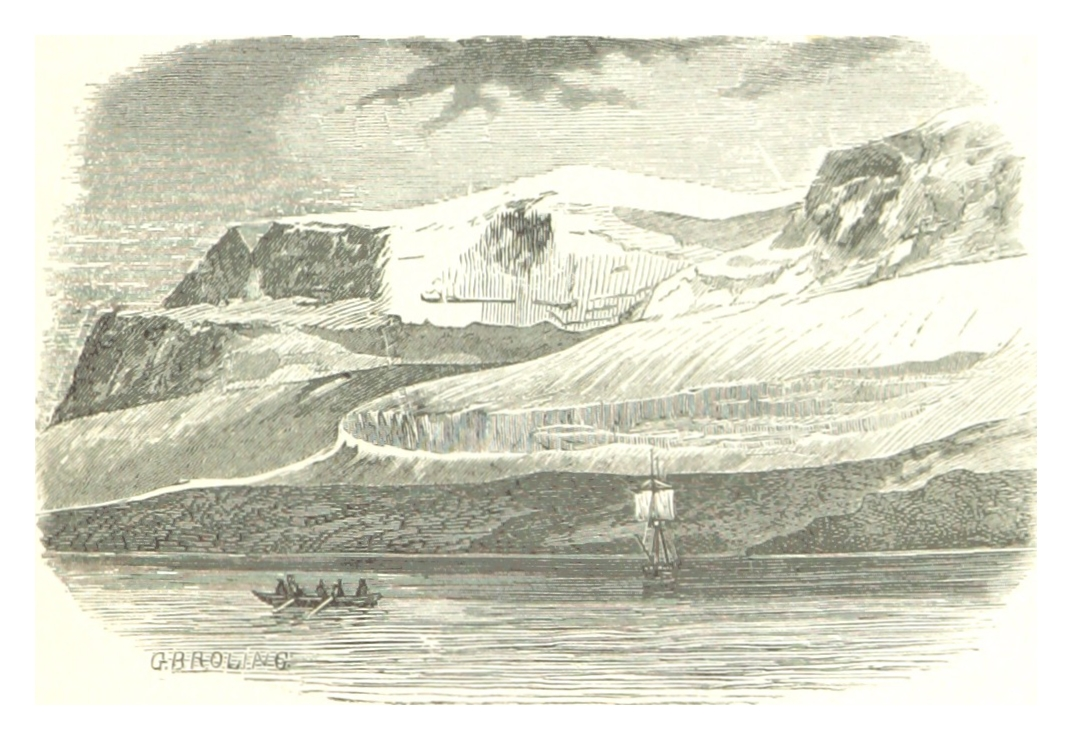
Spetsbergen 1864

Axel Thordsen var en norsk skonare, som användes som expeditionsfartyg för Adolf Erik Nordenskiölds Spetsbergenexpedition 1864.
Axel Thordsen var konstruerad av Herman Brunchorst och byggdes som danskt örlogsfartyg 1810. Hon var 60 fot lång och byggd i ek för att tåla de hårda väderförhållandena i Nordatlanten, 
Namnet är taget efter en känd gammal folkvisa. Peter Harboe Frimann hade också med folkvisan som inspiration 1775 i Poetiske Samlinger skrivit romansen Axel Thordsen og skiøn Waldborg, med en inkännande erotisk stämning.

## Kanonbåt
Axel Thordsen övertogs 1814 av Norge. Åren 1816-1819 var hon fiskeuppsyningsfartyg i Finnmark. och senare 1831-1832 kustbevakningsfartyg i Nord-Troms och Finnmark i samband med en koleraepidemi. Efter att ha legat upplagd under 30 år och blivit omodern, utrangerades hon 1863 och såldes till norska privatpersoner i Tromsø. Dessa riggade om henne till en skonare. 
Som kanonbåt var Axel Thordsen först utrustad med två 12-pundskanoner och senare med två 24-pundskanoner av modell Nye Ritz som bog- och akterkanoner. De kunde svängas och användas också för avfyring åt sidorna. 

## Expeditionsfartyg
Axel Thordsen hyrdes av Nordenskiölds polarexpedition för fyra månader 1864, och besättningen utökades med tre personer för att kunna bemanna roddbåtarna. Axel Thordsen hade 1864 också med sig fyra roddbåtar, varav två införskaffades extra av expeditionen, för att ta sig i land på ställen där det inte gick att segla in till stranden. Fartyget lämnade Tromsø den 7 juni och kom tillbaka till Tromsø den 13 september 1864.
Kap Thordsen i Isfjorden på Spetsbergen har fått sitt namn efter fartyget.